# Pedra de les Orenetes
La Pedra de les Orenetes es troba al Parc de la Serralada Litoral, concretament al terme municipal de la Roca del Vallès al sector de Céllecs, (Vallès Oriental), declarat Patrimoni de la Humanitat.

## Descripció

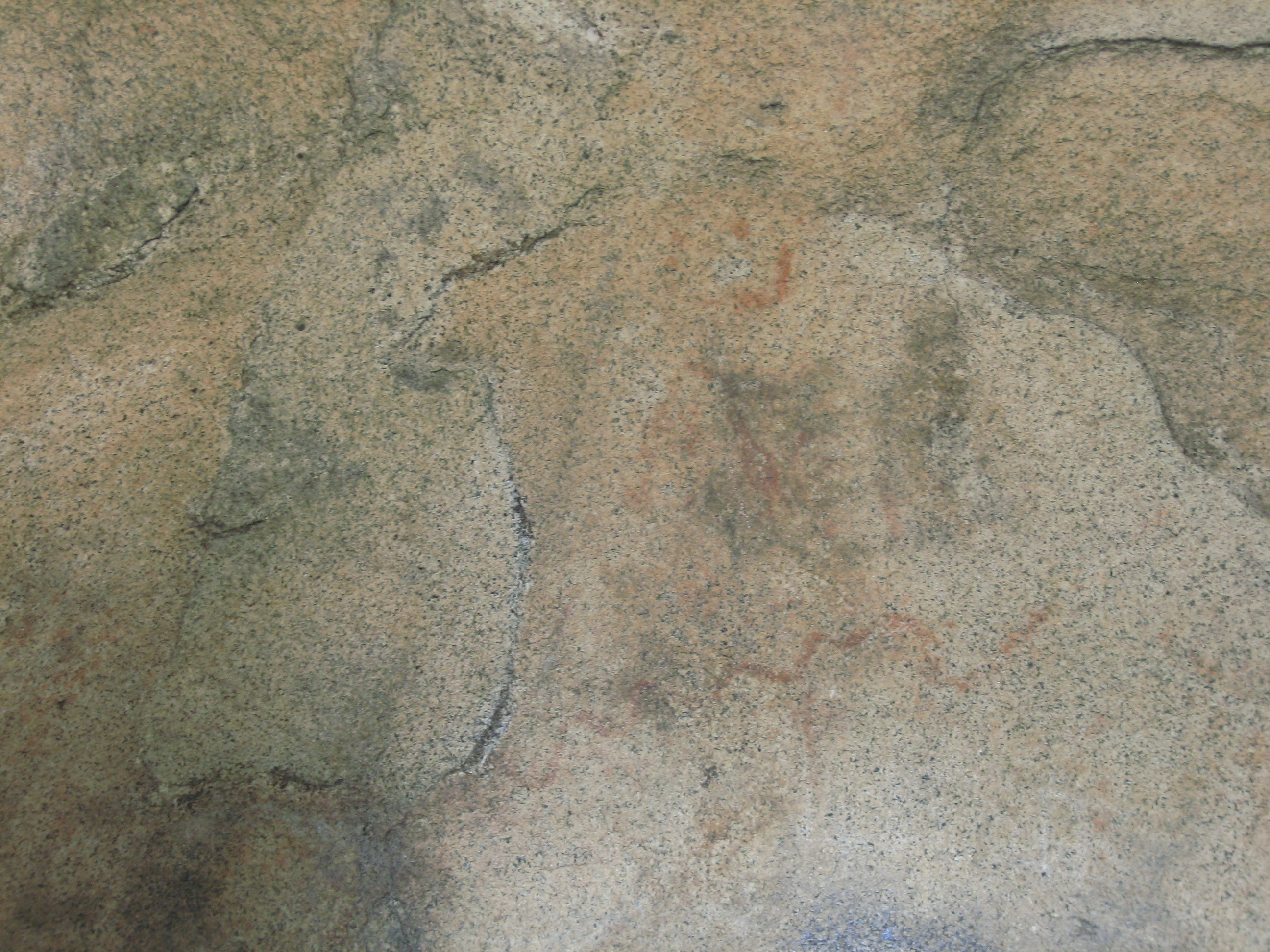
Pintures parietals

És un gran bloc granític d'uns 8 m d'amplada, 3 de llargària i 3 d'alçària, el qual configura una balma de dimensions reduïdes i altres cavitats adjuntes més petites. La roca té una gran quantitat d'alvèols i escletxes d'erosió repartits per tota la superfície. No s'ha establert amb seguretat l'ús que es feia d'aquest indret, però podria haver estat un centre ritual o un lloc de reunió.
Josep Estrada i Garriga, hi va descobrir el 1946 trenta-dos pintures rupestres, d'estil llevantí o esquemàtic, les quals representen motius molt diversos: figures humanes i antropomorfes, quadrúpedes, dos cèrvids i un reguitzell de traços de difícil interpretació. La datació d'aquestes pintures és difícil de precisar, però els estudiosos situen les figures antropomorfes entre el Mesolític i el Neolític, i la resta cap al Neolític Final i l'edat del bronze. Això fa probable que siguin pintures contemporànies a la construcció dels megàlits de la ruta de Céllecs. Han estat visibles fins fa ben poc, però la intempèrie i el vandalisme les han fetes pràcticament desaparèixer durant els darrers 20 anys. Són les úniques pintures rupestres sobre granit de Catalunya i es van documentar exhaustivament entre els anys 1987 i 1989, dins del projecte Corpus de Pintures Rupestres de Catalunya, dut a terme pel Servei d'Arqueologia del Departament de Cultura de la Generalitat de Catalunya. Aquesta mostra d'art rupestre fou declarada Patrimoni de la Humanitat per la UNESCO el desembre del 1998 dins del conjunt Art Rupestre de l'Arc Mediterrani de la península Ibèrica. A més, la pedra també gaudeix de la condició de Bé cultural d'interès nacional (BCIN).

## Accés
És ubicada a la Roca del Vallès: a l'alçada del km 23 de la carretera de Sant Adrià del Besòs a La Roca del Vallès, entrem a la urbanització Les Roquetes. Pugem fins a la part més alta del turó pel carrer de la Ruta Prehistòrica, el qual acaba en un cercle. Poc abans d'arribar-hi, hi ha un carrer estret (el carrer de la Roca Foradada), a l'esquerra, que porta a un altre de més ample que, agafant-lo cap a l'esquerra, acaba aviat i esdevé un camí tancat amb una cadena. Deixem el cotxe i continuem a peu. Arribarem a una cruïlla on hem d'agafar el camí de la dreta que ens menarà a la Pedra de les Orenetes (des del començament del camí fins a la urbanització hi ha 1 km aproximadament). UTM: 31 N - 443680 - 4601888. Coordenades: x=443767 y=4602091 z=222.